# Святой Гавриил (бот)

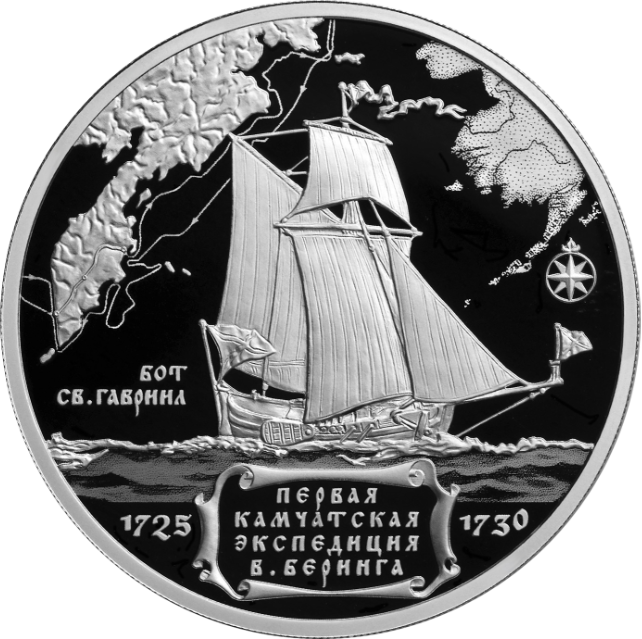
Памятная серебряная монета посвящённая 300-летию Первой Камчатской экспедиции, 3 рубля, 2025 год. Бот «Святой Гавриил» на фоне карты плавания.

«Свято́й Гаврии́л» — парусный деревянный мореходный бот, построенный для экспедиции В. И. Беринга в Нижнекамчатском остроге в 1728 году учеником ботового и шлюпочного дела Ф. Ф. Козловым. Корабль участвовал в Первой камчатской экспедиции, экспедиции А. Ф. Шестакова — Д. И. Павлуцкого и Великой северной экспедиции.

## Описание судна
«Святой Гавриил» представлял собой парусный деревянный бот. Длина судна составляла 18,3 метра, ширина — 6,1 метра, а осадка — 2,3 метра. На боте имелись трюм для грузов, кубрик для команды, офицерские каюты и камбуз. Бот был оснащен швертами для обеспечения движения судна нужным курсом при сильном волнении или ветре. На вооружении бот имел малые пушки — семь 3-фунтовых фальконетов . Экипаж бота состоял из 40—45 человек.

## История службы
В декабре 1724 года по указу Петра I в Главном Адмиралтействе началась подготовка экспедиции для исследования Камчатки и поиска пролива между Азией и Америкой. Начальником экспедиции был назначен капитан 1 ранга Витус Беринг. Пётр I, учитывая прибрежные и морские плавания в сложных северных условиях, указал строить два судна, подходящих для экспедиции: «с палубою бот по здешнему примеру, какие есть при больших кораблях…», и поручил Адмиралтейств-коллегии «сыскать из учеников или из подмастерьев, который бы мог тамо сделать с палубою бот… и для того с ним отправить плотников 4-х с их инструменты, которые б моложе были…».
Для строительства бота Адмиралтейств-коллегией был назначен «ботового и шлюпочного дела ученик Фёдор Федотов сын Козлов», которому подобрали в помощь лучших адмиралтейских плотников, канониров, парусников и кузнеца. Для постройки на Камчатке будущей верфи и строительства ботов в Адмиралтействе было получено всё необходимое оборудование, в том числе металлические детали корпуса, рангоута и такелажа, оборудование для камбуза, три комплекта парусов, артиллерия, плотницкие и кузнечные инструменты. В январе 1725 года санный поезд с людьми, материалами и припасами экспедиции выехал из Санкт-Петербурга и прибыл в Охотск только в 1727 году.

### Строительство бота
Строители верфи и бота, возглавляемые мичманом П. А. Чаплиным и мастером Фёдором Козловым, сразу же были направлены из Охотска на Камчатку. В долине реки Камчатки близ урочища Ушки, рядом с которым рос пригодный для строительства судов лес, было выбрано место для первой на полуострове верфи. В марте 1728 года верфь была построена и 4 апреля состоялась торжественная церемония закладки бота. В строительстве бота принимали участие 16 плотников, четыре кузнеца и два конопатчика. Все детали бота скреплялись железными гвоздями. 9 (20) июня 1728 года бот был спущен на воду и получил название «Святой Гавриил». Достройка бота была окончена 6 июля. От строительства второго бота из-за недостатка людей Беринг решил отказаться. 6 (17) июня 1728 года из Большерецка в Нижнекамчатский острог прибыл шитик «Фортуна» под командованием морехода Кондратия Мошкова. Шитик, доставивший остатки снаряжения экспедиции, планировался Берингом к совместному дальнему морскому плаванию с ботом, но в связи с необходимостью ремонта и недостатком времени для подготовки «Фортуны» решено было шитик в плавание не брать.

### Первая камчатская экспедиция
13 (24) июля 1728 года бот «Святой Гавриил» под командованием В. Беринга вышел из устья реки Камчатка и взял курс на север. 17 июля экспедиция сделала первое географическое открытие — остров Карагинский. Бот заходил в Анадырский залив, залив Святого Креста, бухту Преображения, обогнул мыс Чукотский Нос (ныне мыс Дежнёва). 10 августа был открыт остров Святого Лаврентия. Затем бот вошёл в Чукотское море и 15 августа достиг параллели 67°19′ северной широты. Не обнаружив берегов Америки, Беринг принял решение вернуться домой. На обратном пути был открыт один из островов Диомида. 2 сентября «Гавриил» вошёл в губу реки Камчатки и встал там на якорь. Члены экспедиции остались на зимовку в Нижнекамчатском остроге. Бот разоружили и провели его консервацию. За время этого плавания лейтенант А. И. Чириков и его помощник мичман П. А. Чаплин составили карту побережья Северо-Восточной Азии от устья реки Камчатки до мыса Сердце-Камень протяжённостью 1,5 тыс. км.

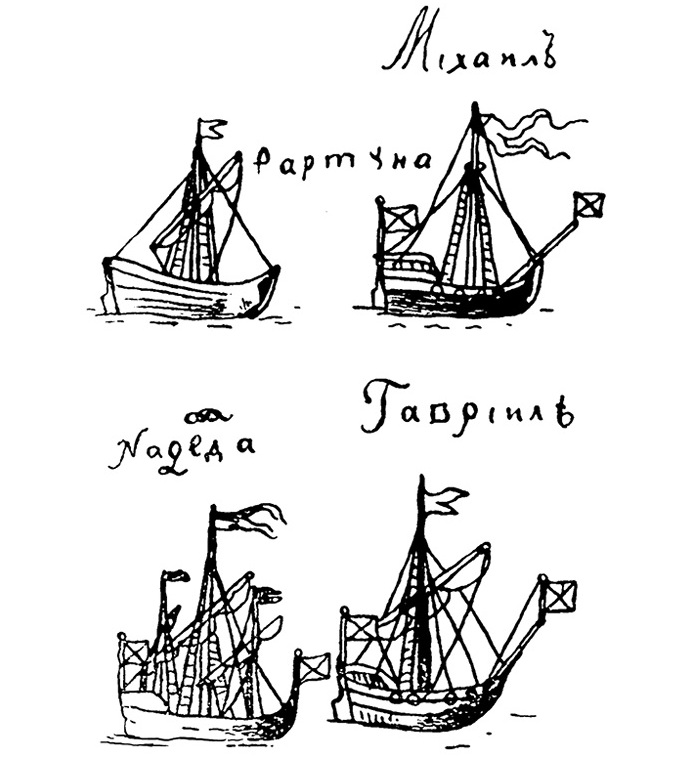
Суда построенные на охотских верфях Второй Камчатской экспедиции. Рисунок М. П. Шпанберга

Весной 1729 года команда плотников под руководством Ф. Ф. Козлова отремонтировали и оснастили бот. 5 (16) июня 1729 года он снова вышел в море с экспедицией Беринга и пошёл для поиска «Земли Жуана да Гамы» (Беринг предполагал, что это Америка), отмеченной на картах европейских картографов невдалеке у берегов Камчатки. В июне бот «Святой Гавриил» маневрировал у юго-восточного берега Камчатки, находился в 30 милях от Командорских островов, но из-за тумана их не видел. Не обнаружив земли, Беринг повернул экспедицию на юг, 2 (13) июля 1729 года прибыл в Большерецк, а 23 июля в Охотск. Бот был передан в охотский порт, а Беринг с членами экспедиции вернулся в Петербург. Участниками Первой Камчатской экспедицией на боте «Святой Гавриил» было совершено 155 территориальных и 18 океанографических открытий, нанесено на карту 66 географических объектов.

### Экспедиция А. Ф. Шестакова — Д. И. Павлуцкого

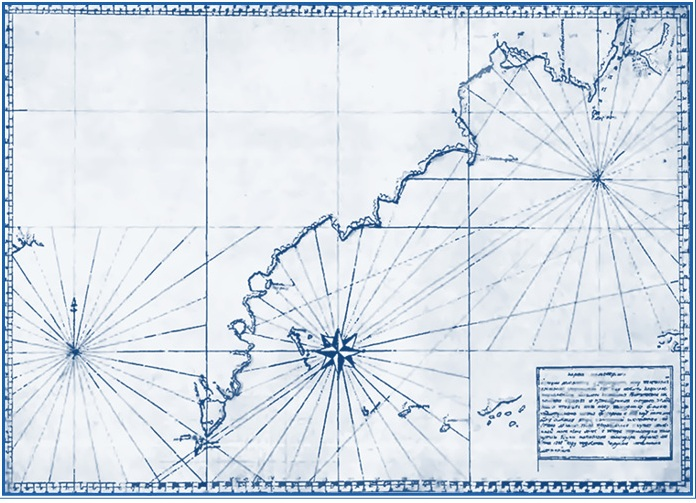
Карта Шпанберга по результатам экспедиции Федорова — Гвоздева 1731 года на боте «Святой Гавриил», 1743 год

В августе 1729 года бот «Святой Гавриил» был передан в распоряжение экспедиции А. Ф. Шестакова и Д. И. Павлуцкого, которая была создана в 1727 году для поиска и освоения новых земель. В состав экспедиции входила адмиралтейская группа — морской отряд, членами которого были геодезист М. С. Гвоздев, штурман Я. Генс, подштурман И. Фёдоров, ботовых дел подмастерье И. Г. Спешнев, четыре морехода и 10 матросов. Командиром бота был назначен И. Г. Шестаков (племянник руководителя экспедиции А. Ф. Шестакова). С сентября 1729 года бот плавал из Охотска в Большерецк, занимался описанием западного побережья Охотского моря.
Осенью 1730 года Д. И. Павлуцкий (ставший руководителем экспедиции вместо А. Ф. Шестакова, убитого 14 (25) марта 1730 года в сражении с чукчами) приказал Я. Генсу и И. Фёдорову идти «с имеющимися служилыми с Камчатки на морском судне-боте… к анадырскому устью для проведывания морских островов… взять с собою подмастерья Спешнева и геодезиста Гвоздева». 19 сентября 1730 года бот вышел из Охотска, пересёк Охотское море и встал на стоянку в устье реки Большой, где команда и зазимовала. 9 июля 1731 года бот перешёл в устье реки Камчатки. В связи с болезнью Генса и Фёдорова ботом во время перехода командовал М. С. Гвоздев. 20 июля бот был готов к выходу в море для следования к берегам Чукотки на поиски «Большой Земли», но в этот день началось восстание ительменов. Экипажу бота пришлось принимать участие в подавлении восстания и ликвидации его последствий. Экипаж остался в разрушенном Нижнекамчатском остроге на зимовку, в ходе которой вся команда тяжело болела цингой. 11 (22) февраля 1732 года командование ботом вместо больного и ослепшего Я. Генса принял М. С. Гвоздев. 23 июля «Святой Гавриил» вышел в море. Экспедиция достигла островов Диомида (с 1791 по 1815 годы — острова Гвоздева) в центре Берингова пролива и мыса Дежнёва, а 21 августа подошла к северо-западному побережью Америки в районе мыса Принца Уэльского (до 1778 года — мыс Гвоздева) на полуострове Сьюард (Аляска). 29 сентября (10 октября) 1732 года бот вернулся в устье реки Камчатки.
В 1732—1733 годах бот находился при постройке Нижнекамчатского острога, с 1733 по 1735 год «Святой Гавриил» под командованием Я. Генса использовался для перевозки людей, грузов, лошадей и крупного рогатого скота между Камчаткой и Охотском. Так, в 1733 году он привез на Камчатку Походную розыскную канцелярию во главе с майором В. Ф. Мерлиным и Д. И. Павлуцким, посланную для наказания виновных в восстании ительменов 1731 года. В 1735 году Я. Генс передал бот мичману М. П. Шпанбергу. В 1736 году бот был тимберован.

### Вторая камчатская экспедиция
В 1737 году бот «Святой Гавриил» вошёл в состав сформированной в том же году Охотской военной флотилии Второй камчатской экспедиции. 18 (29) июня 1738 год бот под командованием А. Е. Шельтинга, вместе с бригантиной «Архангел Михаил» и дубель-шлюпкой «Надежда», которые входили в Южного отряда экспедиции (начальник отряда мичман М. П. Шпанберг), отправился из Большерецка к берегам Японии. В густом тумане суда потеряли друг друга и дальнейшее плавание совершали каждый в отдельности. Шельтинг не рискнул в одиночку продолжать плавание и 6 августа бот вернулся в Большерецк. Затем бот под командованием подштурмана И. Верещагина был послан в Охотск для перевозки команды Походной розыскной канцелярии и ясачной пушнины. Напротив Крутогоровского острога бот сел на мель и остался там на зимовку под охраной караульной команды.
23 мая (3 июня) 1739 года отряд, пополненный шлюпом «Большерецк», снова вышел в море. Командиром «Святого Гавриила» был назначен лейтенант майорского ранга В. Вальтон. При подходе к Японии бот отстал от отряда. 16 июня он подошёл к острову Хонсю и продолжил плавание, 19 и 22 июня члены экипажа (единственные из всего отряда Шпанберга) высаживались на японский берег и общались с местными жителями. 24 июля «Святой Гавриил» лёг на обратный курс.
29 сентября (10 октября) 1739 года по приказу руководителя Второй Камчатской экспедиции В. Беринга штурман мичманского ранга И. Ф. Елагин и штурман В. А. Хметевский на боте «Святой Гавриил» были отправлены из Охотска в Большерецк с целью описания побережья Камчатки и выбора места базирования Второй камчатской экспедиции. Они выполняли роль авангарда экспедиции Беринга. Прибыв на Камчатку отряд под командованием Елагина 10 (21) июня 1740 года приступил к строительству складских и жилых помещений на северном берегу Ниакиной бухты Авачинской губы, основав тем самым новый русский посёлок — будущий город Петропавловск (ныне Петропавловск-Камчатский).

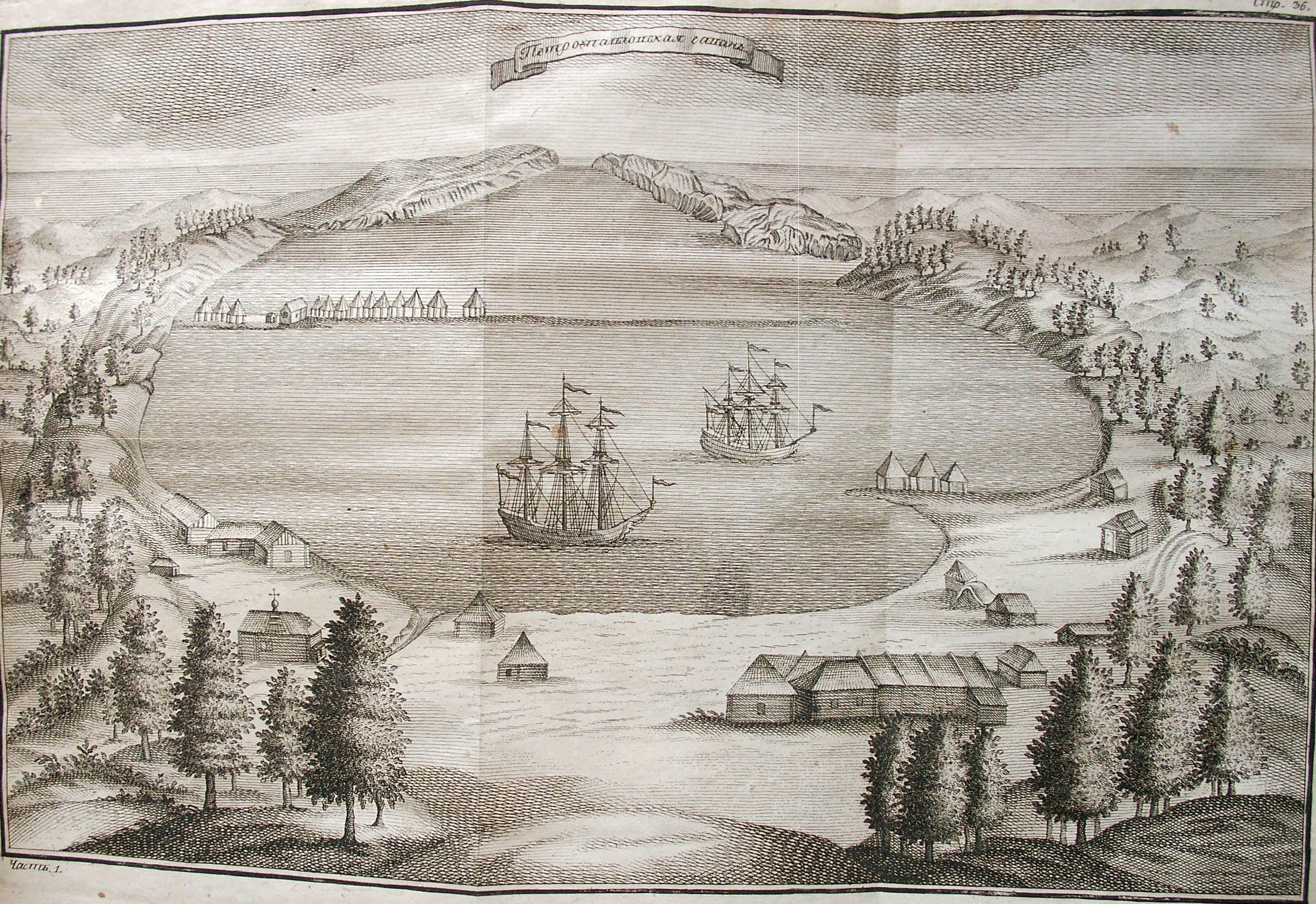
Авачинская губа и Петропавловск. Гравюра XVIII в.

В дальнейшем бот «Святой Гавриил» в документах Второй Камчатской экспедиции не упоминается, он находился в распоряжении командира Охотского порта и осуществлял связь Камчатки с материком. «Святой Гавриил» был разобран в Охотске в 1755 году.

## Командиры судна
Ботом «Святой Гавриил» в разное время командовали:
- капитан 1 ранга В. Беринг (с 1728 по август 1729);
- И. Шестаков (с 1729 до сентября 1730);
- штурман Я. Генс (с сентября 1730 по февраль 1732; 1733—1735);
- геодезист М. С. Гвоздев (с февраля по сентябрь 1732);
- подштурман И. Фёдоров (1732);
- мичман А. Е. Шельтинг (до сентября 1738, до 25 мая 1739);
- подштурман И. Верещагин (с сентября 1738);
- капитан 3 ранга В. Вальтон (с 25 мая 1739);
- штурман мичманского ранга И. Ф. Елагин (с сентября 1739 по 1740 год).

## Память
- 23 апреля 1990 года в СССР вышла историческая серия монет, посвящённая 250-летию открытия Русской Америки. 150-рублёвая монета из платины была посвящена боту «Святой Гавриил» и его командиру капитану М. Гвоздеву[26].
- 30 мая 2003 года Банком России в географической серии монет, посвящённых Первой камчатской экспедиции, была выпущена памятная монета номиналом 25 рублей из серебра 900/1000 пробы. На реверсе монеты изображён бот «Святой Гавриил»[27].
- В 2011 году компания «Мастер-Корабел» (ООО «Милания») выпустила набор для самостоятельной сборки деревянной модели бота «Святой Гавриил»[28].
- В честь бота «Святой Гавриил» названа бухта Гавриила в Анадырском заливе (бухта описана в 1828 году Ф. П. Литке на шлюпе «Сенявин», им же присвоено название в честь судна 1-й Камчатской экспедиции Витуса Беринга)[29].